# Un nou eșalon

"Up the Long Ladder" este un episod din al doilea sezon al serialul științifico-fantastic „Star Trek: Generația următoare”. Scenariul este scris de Melinda M. Snodgrass; regizor este Winrich Kolbe. A avut premiera la 22 mai 1989 .

## Prezentare
Picard trebuie să găsească o cale de a reconcilia două culturi care par a fi într-o incompatibilitate radicală. Altfel, ambele culturi riscă extincția.

## Vezi și
- 1989 în științifico-fantastic